# Борислав Којић
Борислав Којић (Славићка, 26. децембра 1942.) је пуковник Војске Републике Српске. Током Одбрамбено-отаџбинског рата командовао је 2. оклопном бригадом и Студентском бригадом.

## Биографија
Рођен је 26. децембра 1942. године у селу Славићка, општина Бања Лука, од оца Обрада и мајке Петре. Ожењен је и у браку са супругом Љубицом стекао је ћерке Матилду (1969) и Мирјану (1973). Има двоје унучади. По националности је Србин. Породична слава му је Свети отац Николај – Никољдан.
Основну школу завршио је у Сарајеву, а Војну подофицирску школу, смјер оклопно механизоване јединице, завршио је 1961. године са врло добрим успјехом. Војну академију у Београду завршио је 1966. године врло добрим успјехом. По завршетку Војне академије одлази у гарнизон Ниш и обавља дужност командира чете, затим замјеника команданта и органа безбједности у команди бригаде – све до 1975. године. На школовање у Командно-штабну академију у Београду одлази 1975. године, а исту завршава 1977. те одлази у Словенију, гдје обавља више официрске дужности (командант батаљона, оперативац и др.). У 1991. години налази се на дужности оперативца за обуку у Команди корпуса у Љубљани. По окончању кратког рата у Словенији добија наредбу за постављење на дужност у Генералштаб ЈНА у Београду, али није отишао тамо, него се јавио у 5. (Бањолучки) корпус, гдје је радио до јуна 1992. године, када је наредбом одређен за начелника штаба 2. окбр, коју је са сарадницима формирао, и све до марта 1994. био је командант бригаде. Новембра 1994. године одређен је за команданта Студентске бригаде, која је изводила борбена дејства у рејону Бихаћа, све до краја јануара 1995. године, када је расформирана. Од 1995. до 2000. године радио је у Команди 1. Крајишког корпуса.
У ЈНА је добио пет одликовања, а у Војсци Републике Српске одликован је Орденом Карађорђеве звијезде III реда. Пензионисан је 2000. године у чину пуковника. Успјешно се бави пчеларством пуних 20 година, из хобија. Живи са породицом у Бањој Луци.